# Гречаники
Греча́ники — село в Україні, у Дівичківській сільській громаді Бориспільського району Київської області. Населення становить 60 осіб.

## Історія
Відомо, як селище, з часів Гетьманщини. Входило до складу Трахтемирівської сотні Переяславського полку.
Артем Лебединський, житель переяславський, у 1689 р. купив дідизні ґрунти Марії Трушенчихи в с. Гречаниках Терехтемирівської сотні.
За описом Київського намісництва 1781 року село відносилось до Переяславського повіту цього намісництва, і у селі Стовп'яги, разом із селищем Гречаники, нараховувалось 104 хати виборних козаків, козаків підпомічників, посполитих, різночинських і козацьких підсусідків.
За книгою Київського намісництва 1787 року у Гречаниках проживало 29 душ. Було у володінні власника — надвірного радника Яківа Іскри.
З ліквідацією Київського намісництва, Стовп'яги у складі Переяславського повіту перейшло до Полтавської губернії.
Є на мапі 1828-1840 років
За даними 1859 року село було «власницьким». На той час: дворів — 24, населення — 195 осіб (ч. — 98, ж. — 97) та був завод
1910 - селище Дем’янської волості Переяславського повіту Полтавської губернії, 57 господарств, мешкало 333 особи обох статей разом з найманими робітниками.
Після 1945 року видокремилось Веселе
При радянській колективізації, з 1930 року в Гречаниках працював колгосп «Вільна праця». У 1953 році всі колгоспи було об'єднано в один — імені Малєнкова. Пізніше, у 1959 році він увійшов до складу новоутвореного радгоспу Дніпро, до якого входили села Стовп'яги, Дівички, Підсінне, Ковалин.
Адміністративно Гречаники здебільшого належали до Стовп'язької сільської ради Переяслав-Хмельницького району. Нетривалий час у 1964-1966 роках, до Дівичківської сільської ради.
У листопаді 2017 року Гречаники увійшли до Дівичківської сільської об'єднаної територіальної громади утвореної шляхом об'єднання жителів сіл: Дівички, Єрківці, Ковалин, Стовп'яги, Веселе, Гречаники, Кавказ.

## Пам'ятки
В околицях села розташований ландшафтний заказник місцевого значення «Стовп'язькі краєвиди».

## Постаті
- Шостак Іван Миколайович — солдат Збройних сил України, учасник російсько-української війни, лицар ордена Богдана Хмельницького.